# فدراسیون فوتبال کالدونیای جدید
فدراسیون فوتبال کالدونیای جدید (فرانسوی: Fédération Calédonienne de Football‎) نهاد اداره‌کننده مسابقات فوتبال و فوتسال در کشور کالدونیای جدید است.
این فدراسیون که در سال ۱۹۲۸ تأسیس شده عضو کنفدراسیون فوتبال اقیانوسیه و فیفا نیز می‌باشد و مقر آن در شهر نومئا است.